# Xenoroussoella
Xenoroussoella is een monotypisch geslacht van schimmels behorend tot de familie Roussoellaceae. Het bevat alleen Xenoroussoella triseptata.